# Mika (ca sĩ)
Michael Holbrook Penniman Jr. (sinh ngày 18 tháng 8 năm 1983), được biết đến với nghệ danh Mika (/ˈmiːkə/ MEE-kə, cách điệu là MIKA), là một ca sĩ kiêm nhạc sĩ người Anh gốc Liban.
Sau khi thu âm vở kịch mở rộng đầu tiên của mình, Dodgy Holiday, Mika được vinh danh là diễn viên đột phá được dự đoán số một của năm 2007 trong một cuộc thăm dò hàng năm của các nhà phê bình âm nhạc của BBC, Sound of 2007.}} Mika phát hành album phòng thu dài đầu tiên của mình, Life in Cartoon Motion, trên Island Records vào năm 2007, album đã bán được hơn 5,6 triệu bản trên toàn thế giới và giúp Mika giành được giải Brit Award—đoạt giải Diễn xuất đột phá hay nhất của Anh—và nhận được một đề cử giải Grammy Award. Anh đứng đầu bảng UK Singles Chart của Anh Quốc vào tháng 1 năm 2007 với "Grace Kelly". Kể từ đó, anh thu âm thêm bốn album phòng thu (gần đây nhất là My Name is Michael Holbrook phát hành vào tháng 10 năm 2019), cũng như đảm nhận vai trò giám khảo/cố vấn cho cả phiên bản tiếng Pháp của The Voice và phiên bản tiếng Ý của X Factor. Mika cũng đóng vai chính trong chương trình tạp kỹ truyền hình của riêng mình ở Ý, Stasera Casa Mika, đã giành được giải Rose d'Or Award for Entertainment.

## Tiểu sử
Mika sinh ra tại Beirut, Liban trong một gia đình 5 anh em có mẹ là người Liban và bố là người Mỹ. Khi anh được một tuổi, gia đình buộc phải rời khỏi Liban đang hỗn loạn do chiến tranh và chuyển tới sống ở Paris. Sau khi nghe ca khúc "Heart-Shaped Box" của Nirvana, Mika sáng tác ca khúc đầu tiên của mình. Bản piano đầu tiên anh học là "Les Champs-Élysées" của Joe Dassin. Gia đình Mika chuyển tới London khi anh chín tuổi. Tại đây, anh nhập học trường Lycée Français Charles de Gaulle. Mika có chứng khó đọc và anh đã được mẹ kèm học tại nhà trong sáu đến tám tháng. Sau đó Mika học tại Trường Westminster và Học viện Hoàng gia Âm nhạc, tại đây anh đã bỏ học giữa chừng để thu âm album đầu tiên với Casablanca Records. Ban đầu anh được đặt nghệ danh là Mica, nhưng sau đó anh đã quyết định đổi "c" thành "k" vì mọi người thường phát âm sai từ Mica.

## Đời tư
Tên hợp pháp của Mika là Michael Holbrook Penniman, Jr., nhưng anh được mẹ đặt cho biệt danh Mica. Khi lớn lên, anh đổi chữ 'c' thành 'k'.
Mika có một em trai và một em gái cùng với hai chị gái. Chị cả của anh Yasmine, người hoạt động như một nghệ sĩ dưới quyền của nom de plume DaWack, đã vẽ nghệ thuật hoạt hình cho hai album Life in Cartoon Motion của anh và The Boy Who Knew Too Much.
Ngoài tiếng Anh, Mika còn nói được tiếng Pháp, tiếng Tây Ban Nha và tiếng Ý thành thạo; trong một cuộc phỏng vấn vào ngày 28 tháng 9 năm 2009 với chương trình The Chris Moyles Show trên kênh BBC Radio 1, anh nhận xét rằng anh đã học tiếng Quan thoại trong chín năm nhưng nói tiếng Trung không được tốt; anh cũng đề cập rằng ba chị gái của anh nói tiếng Trung trôi chảy. Anh cũng nói một chút tiếng Ả Rập, bằng phương ngữ Liban. Mika holds dual UK and US citizenship.
Khi mới vào nghề, nhiều câu hỏi về xu hướng tính dục của Mika nảy sinh, nhưng anh từ chối xác nhận bản thân.  Trong một cuộc phỏng vấn vào tháng 9 năm 2009 trên tạp chí Gay & Night, Mika nhận xét về tính dục của mình: "Tôi chưa bao giờ tự dán nhãn cho mình. Nhưng phải nói rằng, tôi chưa bao giờ giới hạn cuộc sống của mình, tôi chưa bao giờ giới hạn người mà tôi ngủ với ... Hãy gọi tôi bất cứ điều gì bạn muốn. Hãy gọi tôi là người song tính, nếu bạn cần một điều khoản cho tôi ..." Sau đó, anh nói trong một cuộc phỏng vấn với This Is London: "Tôi coi mình là người không có nhãn mác vì tôi có thể yêu bất kỳ ai – theo nghĩa đen – bất kỳ kiểu nào, bất kỳ thân hình nào. Tôi không kén chọn."
Vài năm sau, trong một cuộc phỏng vấn vào tháng 8 năm 2012 với tạp chí Instinct, nam ca sĩ tự nhận mình là người đồng tính. Gần đây, Mika đã cởi mở hơn về cuộc sống gia đình và mối quan hệ cá nhân của anh với nhà làm phim Andreas Dermanis, người mà anh gắn bó hơn 10 năm.
Mika tham gia trong nhiều năm với tổ chức từ thiện Tưởng tượng cho Margo/Trẻ em không bị ung thư của Pháp. Vào năm 2014 và 2015, Mika và cố nhiếp ảnh gia Peter Lindbergh cùng nhau thực hiện một chiến dịch quảng cáo cho quỹ từ thiện. Hình ảnh của Mika tiếp tục được sử dụng trong các quảng cáo cho tổ chức.
Vào tháng 12 năm 2015, Mika đến thăm Liban với UNHCR, Cơ quan Người tị nạn của Liên Hợp Quốc, và dành thời gian cho những người tị nạn buộc phải rời bỏ nhà cửa trong cuộc xung đột đang diễn ra ở Syria. Kể từ đó, anh thực hiện một số tin nhắn video để ủng hộ tổ chức này và vào tháng 11 năm 2017 là khách mời đặc biệt trong một sự kiện từ thiện của UNHCR được tổ chức tại Milan.
Mika nói rằng anh thực hành thiền siêu việt và thấy nó hữu ích.

## Đĩa hát
- Life in Cartoon Motion (2007)
- The Boy Who Knew Too Much (2009)
- The Origin of Love (2012)
- Songbook Vol. 1 (2013, biên soạn)
- No Place in Heaven (2015)
- My Name Is Michael Holbrook (2019)[26]
- MIKA Live at Brooklyn Steel (chỉ kỹ thuật số/phát trực tuyến) (2020)
- Mika à l'Opéra Royal de Versailles (chỉ kỹ thuật số/phát trực tuyến) (2021)